# Dodécacarbonyle de tétrarhodium
Le dodécacarbonyle de tétrarhodium est un composé chimique de formule Rh4(CO)12. C'est un solide orange à rouge, stable à l'air, peu soluble dans les solvants aliphatiques et peu soluble dans le benzène et l'éther diéthylique. Il se décompose sous l'effet d'acides et de bases concentrés, dans ces derniers avec dépôt de métal. Sous atmosphère d'azote à 100 °C, la décomposition se produit avec la formation d'hexadécacarbonyle d'hexarhodium Rh6(CO)16. La cristallographie aux rayons X montre une structure tétraédrique de quatre atomes de rhodium avec neuf ligands carbonyle CO terminaux et trois ligands CO pontants, de sorte que la molécule peut s'écrire Rh4(CO)9(µ-CO)3. Il est employé comme catalyseur en synthèse organique.

## Synthèse et réactions
On le produit en traitant une solution aqueuse de chlorure de rhodium(III) RhCl3 avec du cuivre activé sous atmosphère de monoxyde de carbone.
4 RhCl3·3H2O + 8 Cu + 22 CO ⟶ Rh4(CO)12 + 2 CO2 + 8 Cu(CO)Cl + 4 HCl + 10 H2O.
Il peut également être produit en traitant une solution méthanolique de chlorure de rhodium(III) avec du mooxyde de carbone pour donner le H[RhCl2(CO)2] suivi par une carbonylation en présence de citrate de sodium Na3C6H5O7.
Le cluster Rh4(CO)12 subit une substitution thermique avec les ligands phosphine, représentés ci-dessous par « L » :
Rh4(CO)12 + n L ⟶ Rh4(CO)12−n Ln + n CO.
Il se décompose dans l'hexane bouillant pour donner l'hexadécacarbonyle d'hexarhodium Rh6(CO)16 :
3 Rh4(CO)12 ⟶ 2 Rh6(CO)16 + 4 CO.

## Complexes apparentés
Du fait de leur importance en catalyse d'hydroformylation, les carbonyles de rhodium ont été étudiés étroitement de manière systématique. L'instabilité de Rh2(CO)8 est intrigante alors que l'analogue octacarbonyle de dicobalt Co2(CO)8 est bien connu. Les solutions de Rh4(CO)12 donnent le complexe dirhodium lorsqu'il est sous pression élevée de monoxyde de carbone :
Rh4(CO)12 + 4 CO ⟶ Rh2(CO)8.
Contrairement à l'octacarbonyle de dicobalt, dont le mésomère principal présente deux carbonyles pontants, celui de Rh2(CO)8 n'a que des ligands CO terminaux. L'instabilité relative de Rh2(CO)8 est analogue à la tendance de Ru(CO)5 à donner Ru3(CO)12.